# Australoecetes australis
Australoecetes australis is een vlokreeftensoort uit de familie van de Ischyroceridae. De wetenschappelijke naam van de soort is voor het eerst geldig gepubliceerd in 1910 door Stebbing.